# Hemerocallis yezoensis
Hemerocallis yezoensis är en grästrädsväxtart som beskrevs av Hiroshi Hara. Hemerocallis yezoensis ingår i släktet dagliljor, och familjen grästrädsväxter. Inga underarter finns listade i Catalogue of Life.